# Theobald von Bethmann Hollweg

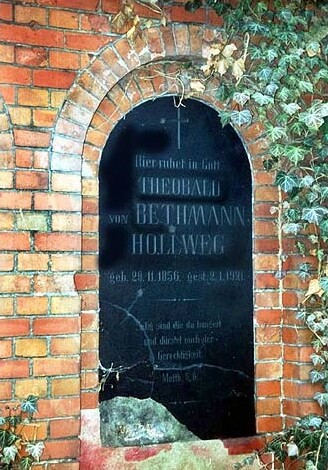
Grób Theobalda von Bethmann Hollwega

Theobald Theodor Friedrich Alfred von Bethmann Hollweg (ur. 29 listopada 1856 w Hohenfinow, zm. 1 stycznia 1921 tamże) – niemiecki polityk, kanclerz Cesarstwa Niemieckiego i premier Prus w latach 1909–1917.

## Życiorys
Syn Feliksa i Isabelli. Studiował prawo w Strasburgu, Lipsku i Berlinie.
W polityce zagranicznej starał się poprawić stosunki z Wielką Brytanią, tak aby powstrzymać wyścig zbrojeń morskich pomiędzy obydwoma krajami, jednak sprzeciwił się temu minister ds. morskich Alfred von Tirpitz. W polityce wewnętrznej starał się lawirować pomiędzy trzema największymi siłami politycznymi, tj.: socjaldemokratami (SPD), Partią Centrum i prawicą.
Jako kanclerz poszerzył zakres autonomii Alzacji-Lotaryngii, oderwanej od Francji po wojnie francusko-pruskiej i posiadającej status prowincji Rzeszy,.
Po zamachu w Sarajewie (28 czerwca 1914) naciskał na Austro-Węgry, aby te zajęły twarde stanowisko w konflikcie z Serbią. Storpedował także brytyjskie wysiłki pokojowego załagodzenia sporu.
W czasie I wojny światowej został praktycznie zepchnięty na dalszy plan przez koła wojskowe, w osobach Paula von Hindenburga i Ericha Ludendorffa. Bethmann opowiadał się za umiarkowaną polityką, liczył także na mediację pokojową prezydenta USA Woodrowa Wilsona, jednak w 1917 Stany Zjednoczone przystąpiły do wojny po stronie Ententy i plany te spełzły na niczym. W lipcu 1917 został zmuszony do ustąpienia z urzędu, na rzecz Georga Michaelisa, przez koalicję socjaldemokratów i partii Centrum.
Resztę życia Bethmann spędził na emeryturze, pisząc pamiętniki.
Honorowy generał major 1 pułku dragonów Gwardii im. Królowej Wielkiej Brytanii Wiktorii.

## Tajny memoriał z 9 września 1914
Bethmann Hollweg sprecyzował cele niemieckiej polityki w tajnym memoriale z 9 września 1914, czyli wkrótce po wybuchu wojny.
Za bezwzględnie konieczny uważał zabór francuskiego zagłębia górniczego Longwy-Briey, ewentualnie również Belfortu i wybrzeża aż do Boulogne. Belgia miała utracić Liège i ewentualnie Antwerpię. Jej ranga miała spaść do roli wasala gospodarczego Niemiec.
Ponadto Bethmann Hollweg domagał się „utworzenia środkowoeuropejskiej unii gospodarczej [...] z udziałem Francji, Belgii, Holandii, Danii, Austro-Węgier, Polski i ewentualnie Włoch, Szwecji i Norwegii.
Związek ten [...] zachowując pozory równouprawnienia swoich członków, faktycznie jednak pod przywództwem niemieckim, musi ustalić hegemonię gospodarczą Niemiec nad Europą środkową”.
Dodatkowo kanclerz postulował scalenie kolonii niemieckich w Afryce i oderwanie od Rosji niesprecyzowanych bliżej obszarów.

## Odznaczenia
Odznaczenia kanclerza von Bethmann Hollweg to między innymi:
- Order Orła Czarnego z łańcuchem (Prusy)
- Order Orła Czerwonego III klasy ze wstęgą i koroną (Prusy)
- Order Królewski Korony II klasy (Prusy)
- Wielki Komandor Orderu Hohenzollernów (Prusy)
- Medal Czerwonego Krzyża III klasy (Prusy)
- Odznaka za Służbę Wojskową Landwehry (Prusy)
- Krzyż Zasługi Hohenzollernów ordynku książęcego I klasy (Prusy)
- Krzyż Wielki Orderu Alberta Niedźwiedzia (Anhalt)
- Order Wierności (Badenia)
- Krzyż Wielki Orderu Lwa Zeryngeńskiego z liśćmi dębu (Badenia)
- Order Świętego Huberta (Bawaria)
- Krzyż Wielki Orderu Zasługi Korony Bawarskiej (Bawaria)
- Krzyż Wielki Orderu Henryka Lwa (Brunszwik)
- Krzyż Wielki Orderu Ludwika (Hesja)
- Krzyż Wielki Orderu Zasługi Filipa Wspaniałomyślnego (Hesja)
- Krzyż Wielki Orderu Korony Wendyjskiej w złocie (Meklemburgia)
- Krzyż Wielki Orderu Gryfa (Meklemburgia)
- Krzyż Wielki Orderu Domowego i Zasługi Księcia Piotra Fryderyka Ludwika (Oldenburg)
- Order Korony Rucianej (Saksonia)
- Krzyż Wielki Orderu Alberta z gwiazdą (Saksonia)
- Krzyż Wielki Orderu Sokoła Białego (Saksonia-Weimar)
- Krzyż Wielki Orderu Ernestyńskiego (Saksonia)
- Krzyż Zasługi 1 klasy Orderu Domowego Schaumburg-Lippe (Schaumburg-Lippe)
- Krzyż Wielki Orderu Korony Wirtemberskiej (Wirtembergia)
- Wielka Wstęga Orderu Leopolda (Belgia)
- Krzyż Wielki Orderu Świętego Aleksandra z koroną (Bułgaria)
- Order Słonia (Dania)
- Krzyż Wielki Orderu Danebroga (Dania)
- Order Annuncjaty (Włochy)
- Krzyż Wielki Orderu Korony Włoch (Włochy)
- Krzyż Wielki Orderu Świętego Stefana (Austro-Węgry)
- Krzyż Wielki Orderu Lwa i Słońca z brylantami (Persja)
- Order Świętego Andrzeja (Imperium Rosyjskie)
- Komandor Krzyża Wielkiego Orderu Gwiazdy Polarnej (Szwecja)
- Krzyż Wielki Orderu Karola III (Hiszpania)
- Order Osmana I klasy z brylantami (Imperium Osmańskie)